# Jan na Oleksowie Gniewosz
Jan na Oleksowie Gniewosz herbu Rawicz – kasztelan czechowski w latach 1673–1674.
W 1674 roku był elektorem Jana III Sobieskiego z województwa sandomierskiego. 